# 明斯克航母世界

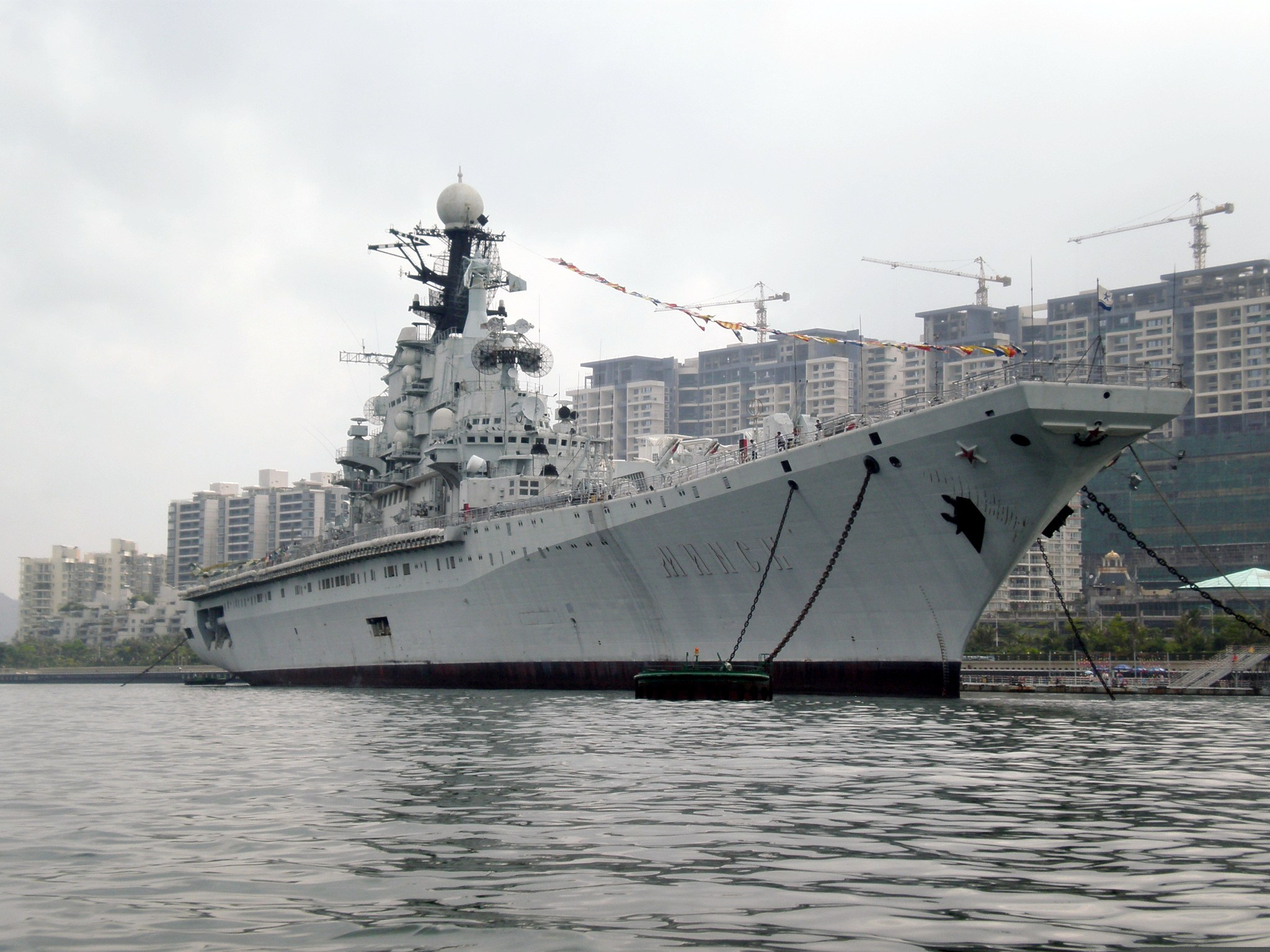
明斯克航母

明斯克航母世界是一座原位于中国深圳市沙头角大鹏湾的軍事主題公園。其主体是由一艘退役的前苏联（后归属俄罗斯）海军的明斯克号航空母舰改造而成。是世界上第一个由4万吨级航母改装而成的軍事主題公園。该主题公园于2000年5月10日正式对公众开放。
公園運營期間也見證了運營方多次轉手的歷史，最初由明斯克航母實業的母公司德隆公司轉手至中信集團（2006年），到深圳南宇投资（2010年），再到大連永嘉實業（2013年）。第一次在華易主是原航母業主的其它投資失敗，第二次及第三次易主是中信集團為取得航母租賃用地。然而與事實截然相反的是航母世界本身的運營事業並沒受到太大影響，財務狀況亦無不良，工作人員也沒有大規模調動的情況，遊客流量也沒有出現下降的情況，甚至在航母世界結束營業前，遊客仍然無間斷，只是貫計已虧損十億元，而16年間航母也照樣每年進行例行檢查以及原地小修整工作。在沙頭角海岸歷經16年風雨，明斯克航母世界的業主因與房地產開發商万科的用地糾紛，在2016年1月農曆新年後結束營業。而本艦也在2016年4月3日，被業主組織拖船拖往舟山船廠進行整修維護，為期約一年。儘管深圳市市長曾出面請求航母業主把修整完成的艦體留在深圳，但本艦在修整完畢以後，業主已計劃航艦將在江蘇南通落戶，停泊點位於蘇通長江公路大橋北岸附近，另立新的軍事主題公園。
2016年4月明斯克航母被拖往舟山整修。5月5日停泊于江苏南通。至于原先在沙头角的岸边遗迹包括登船台则由盐田区政府改造成“海景公园”，成为盐田滨海栈道的重要部分。

## 历史
明斯克号航母在退役前隶属于俄罗斯太平洋舰队，由于苏联解体后的俄罗斯无力支撑其维护费用而被迫退役。其后的一次重大事故，使得该舰要在当时刚独立的乌克兰的黑海造船厂进行维修。
1995年拖离海参崴港被当作废铁卖给韩国大宇集团，1998年8月以530万美元又再次易手给中国的深圳市明思克航母实业有限公司（新疆德隆集团属下）。1998年9月拖往广东东莞沙田港，1999年8月拖至广州文冲船厂，进行修整与改造。1999年11月3日在文冲船厂修船码头1号泊位进行改装期间6甲板机房发生了火灾。2000年5月在深圳市沙头角成为军事主题公园。
截止至2005年，共吸引了500万名游客，共产生了45亿元人民币的总收入。
2006年，深圳市明思克航母实业有限公司破产后，明斯克号航母为“明斯克航母世界”的核心区。该航母于2006年3月22日被公开拍卖，由于没有收到高于1亿2千8百万元人民币的起始价的价格，使得该航母的拍卖被撤回。
2006年5月31日，这艘前苏联的航母终于被中國中信集團公司以1.28亿元人民币拍得。及後，该主题公园由中信集团接管，名为“中信明斯克航母”。
2016年1月份，因為公園用地問題未能與鄰近萬科壹海城的發展商-萬科談妥，決定關閉公園並撤離深圳，並計劃將浸泡在海水里長達16年的航母船體拖至造船廠進行修整，而深圳市市長也出面試圖說服公園決策層把艦體和公園留在深圳，未成。
2016年4月2日，明斯克号航母被拖离深圳，前往舟山进行整修。修整工作完工後航母艦體以及新公園將落戶江蘇南通。南通明斯克航母世界将分两期开发，总投资共约100亿元。一期开发主题为航母世界，其中包括航母公园、大型水秀舞台剧、玛丽莲梦露广场；二期开发主题为梦幻世界，打造全世界最大的体验式梦幻乐园。其中，航母主题公园项目一期航母世界原预计2017年开业，但至今整个工程依然毫无进展。

## 设施
除了舰岛以外，包括飞行甲板和飞机库在内的4层甲板都已开放，可供参观。保留了舰上的军事设施以及生活设施等都作为展品，以供游客参观，还投资建造了娱乐项目，飞行甲板上以及飞机库中常有固定演出时间的舞蹈音乐表演。公园的职员们穿着的是仿军装的工作服。也可以骑上摩托艇游弋于航母的右舷。
在岸上区域，也展出有各种曾在中国人民解放军空军服役过的军备。

### 固定展品
- 米格-23戰鬥機
- Mi-24雌鹿直升機
- 米格-27攻擊機
- 雅克-38戰鬥機
- SA-N-3飛彈
- 53-65型魚雷（英语：Type 53 torpedo）
- AK-630

## 图集

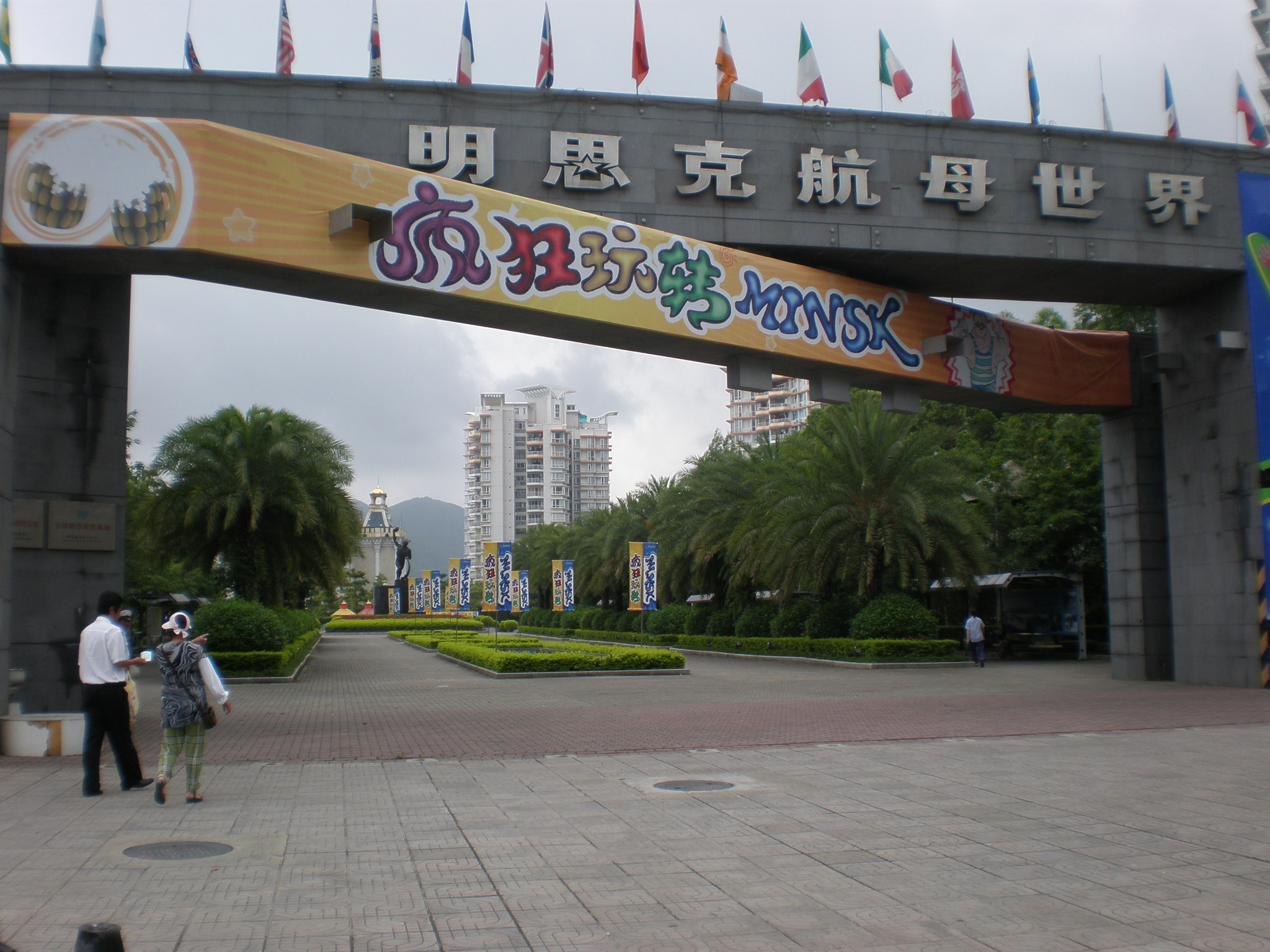
明斯克航母世界正门
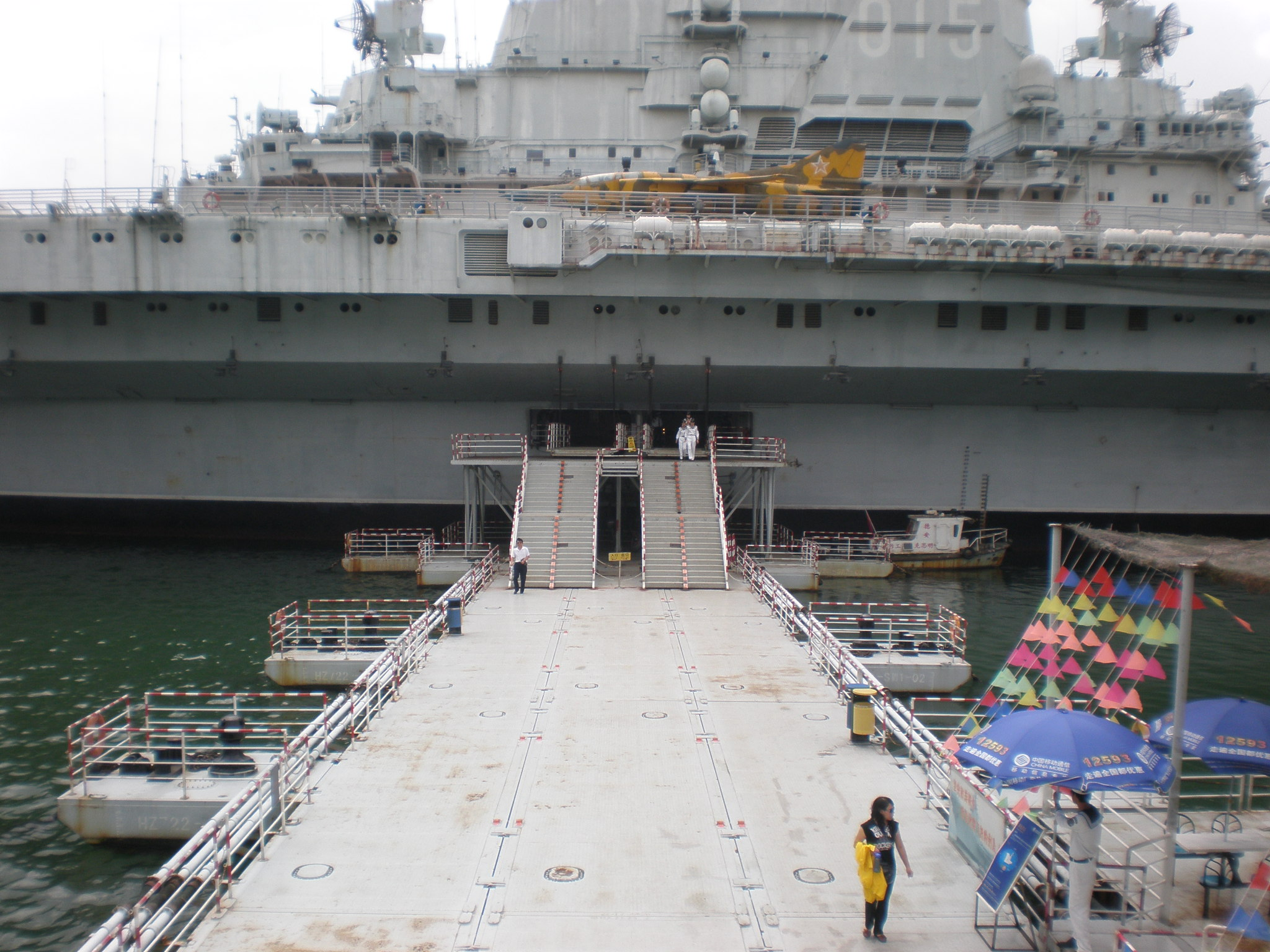
明斯克号航母出入口
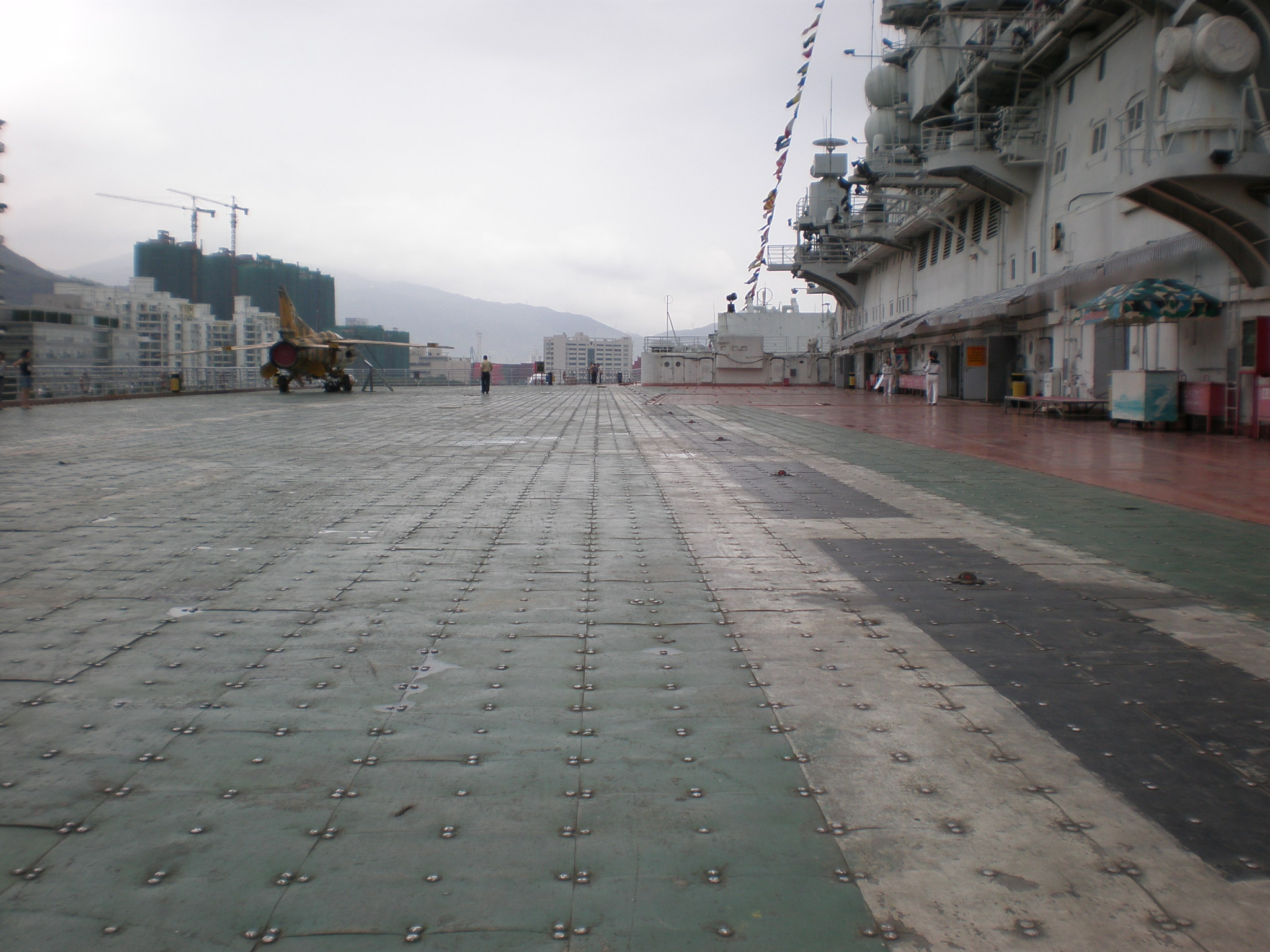
飞行甲板
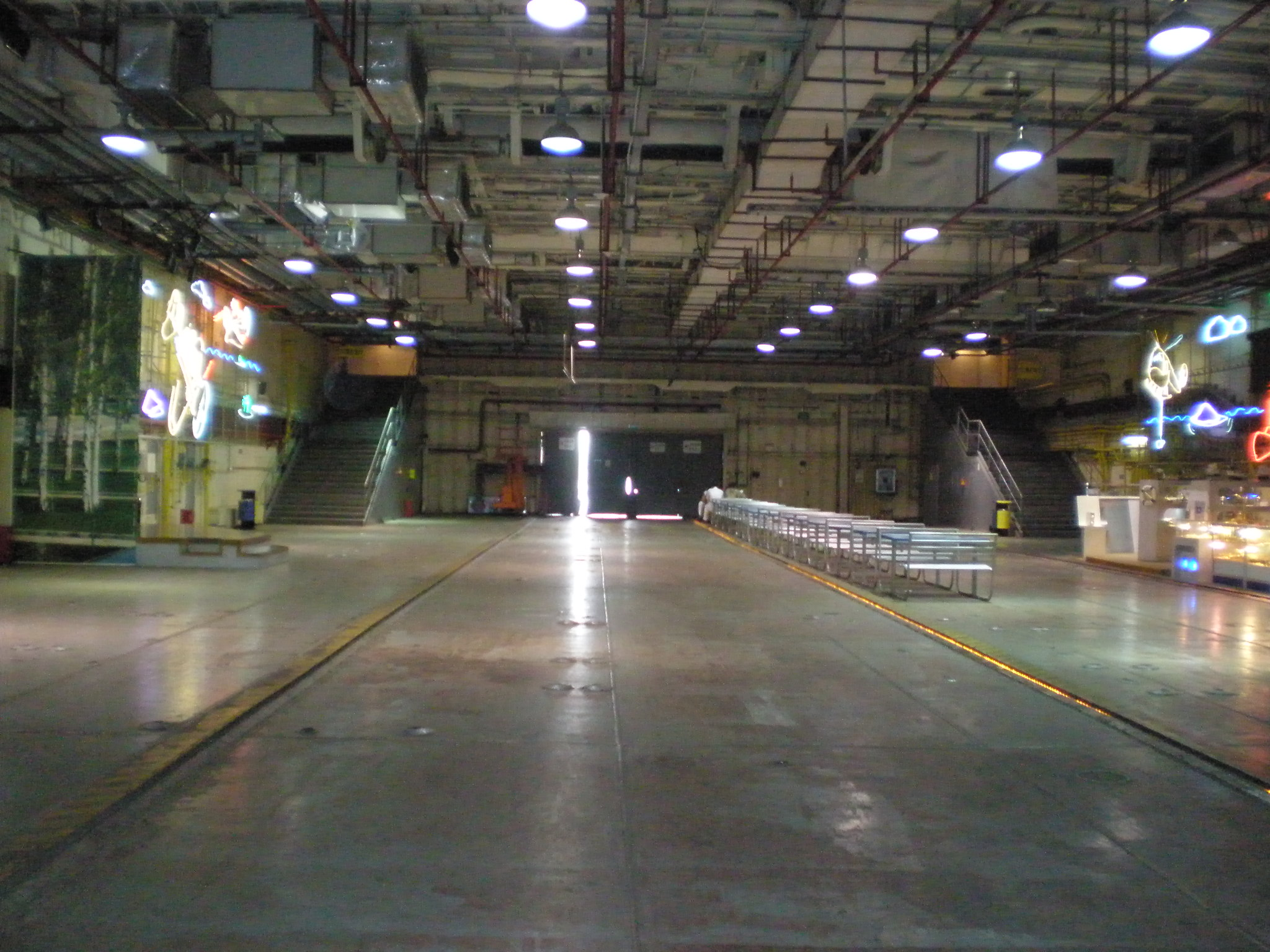
机库
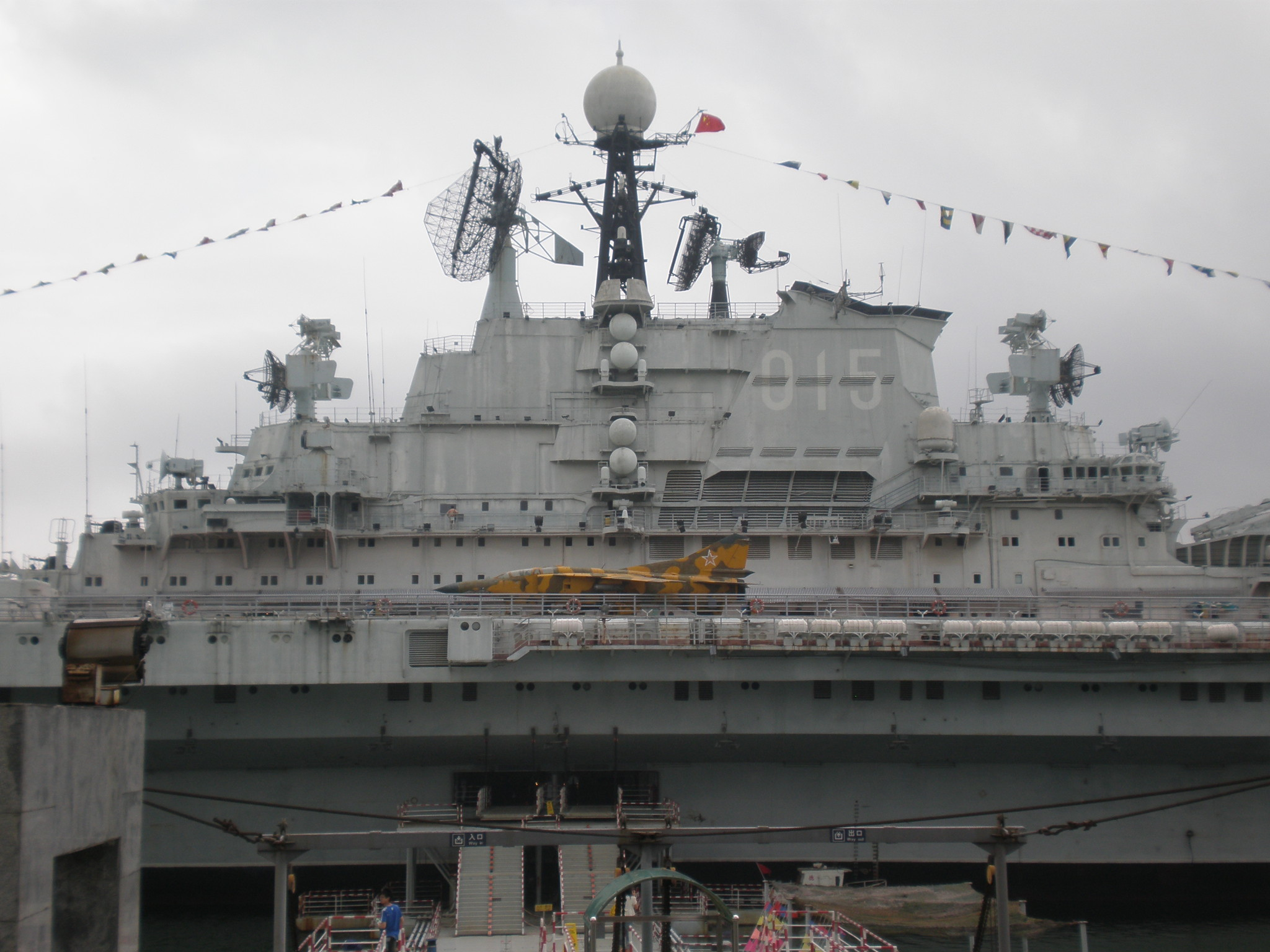
舰岛上层建筑
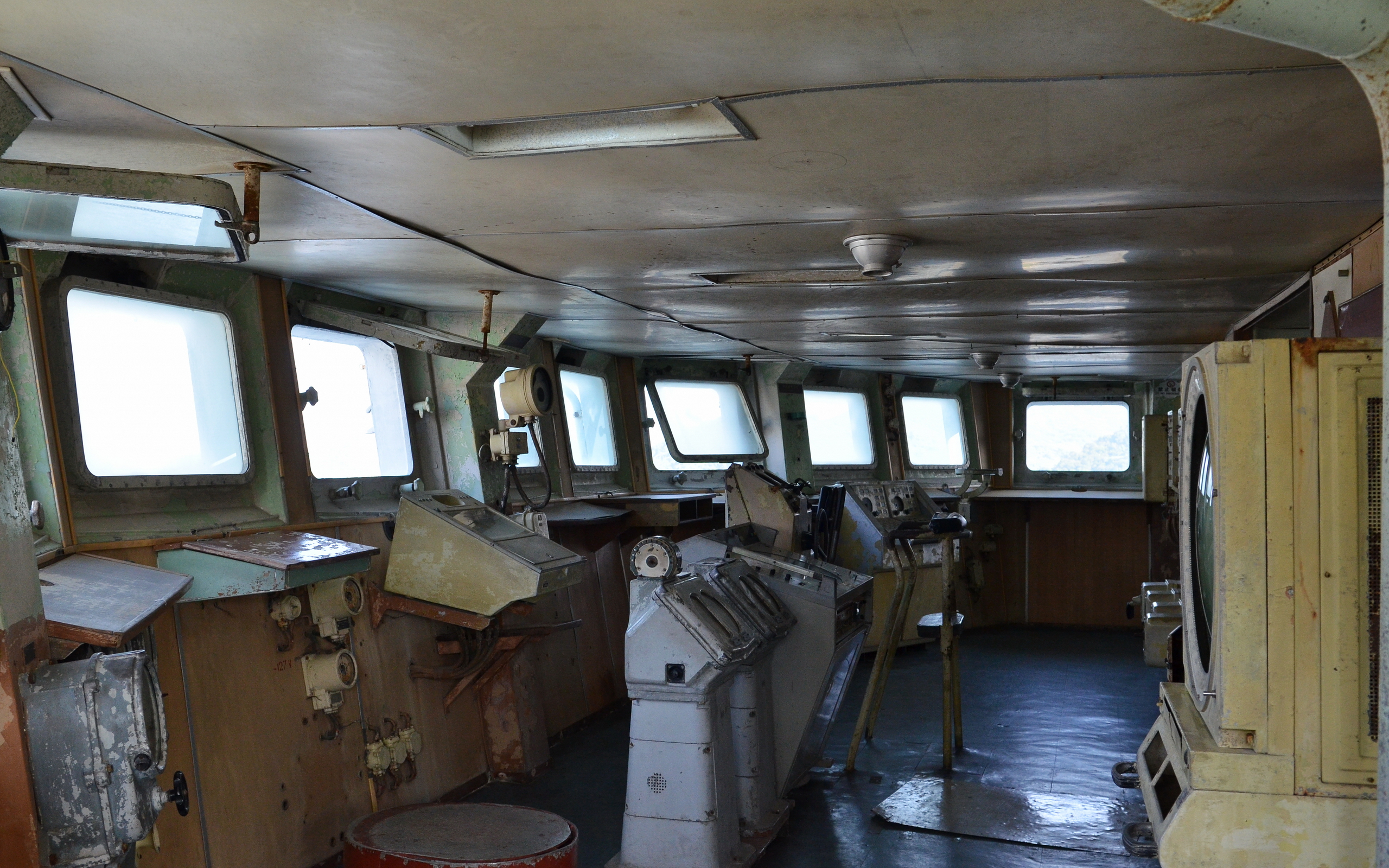
前部舰桥
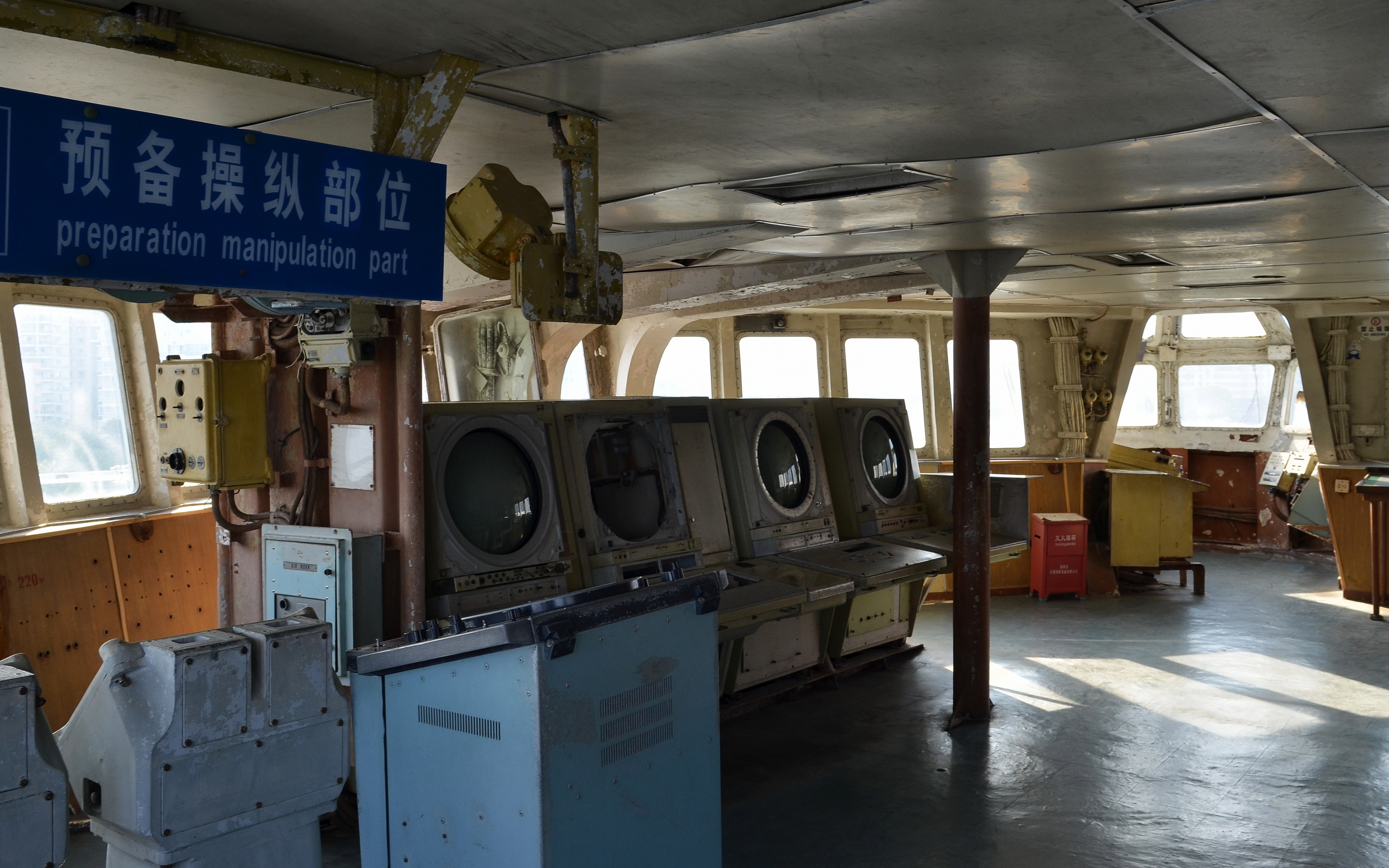
后部舰桥
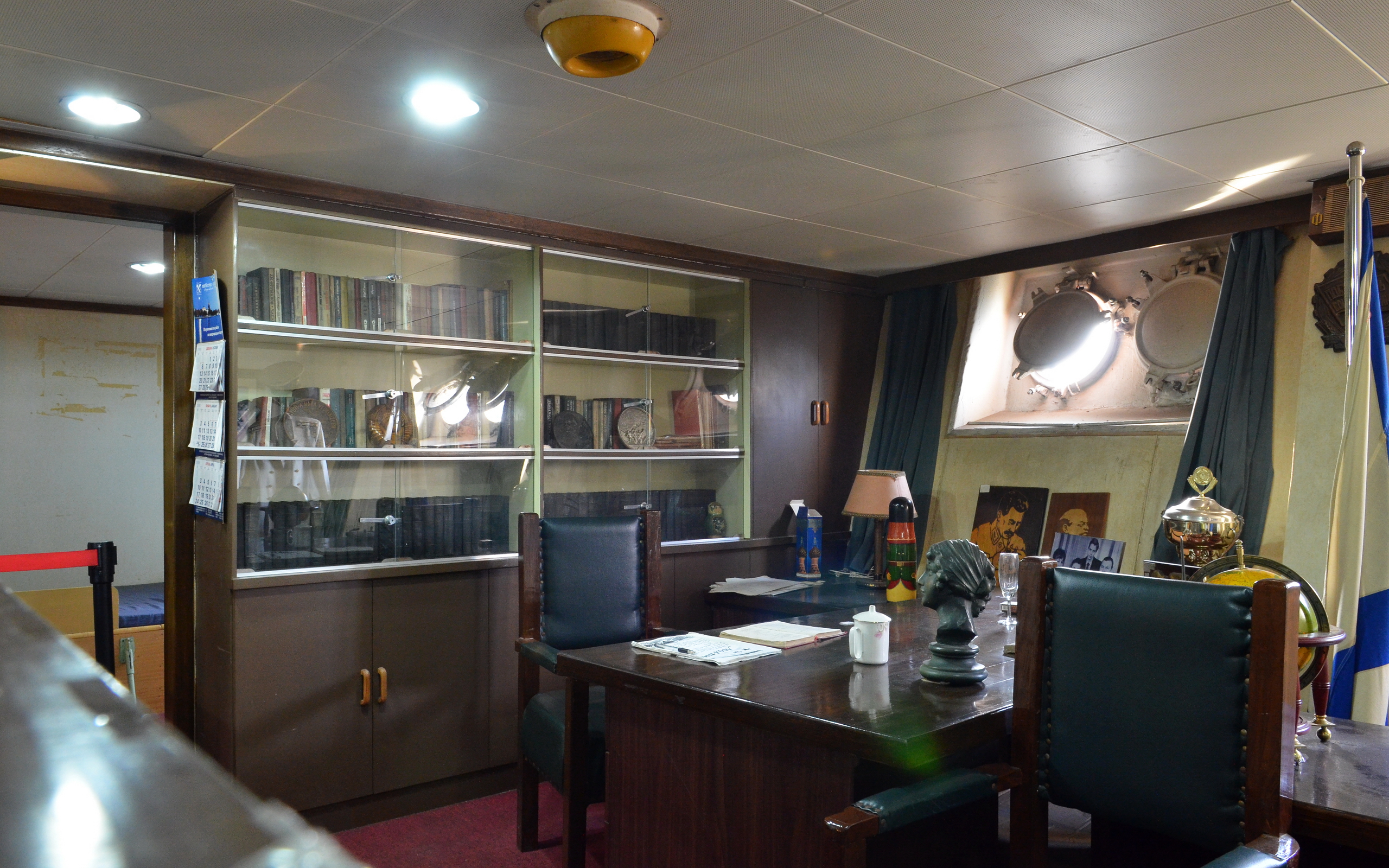
舰长室
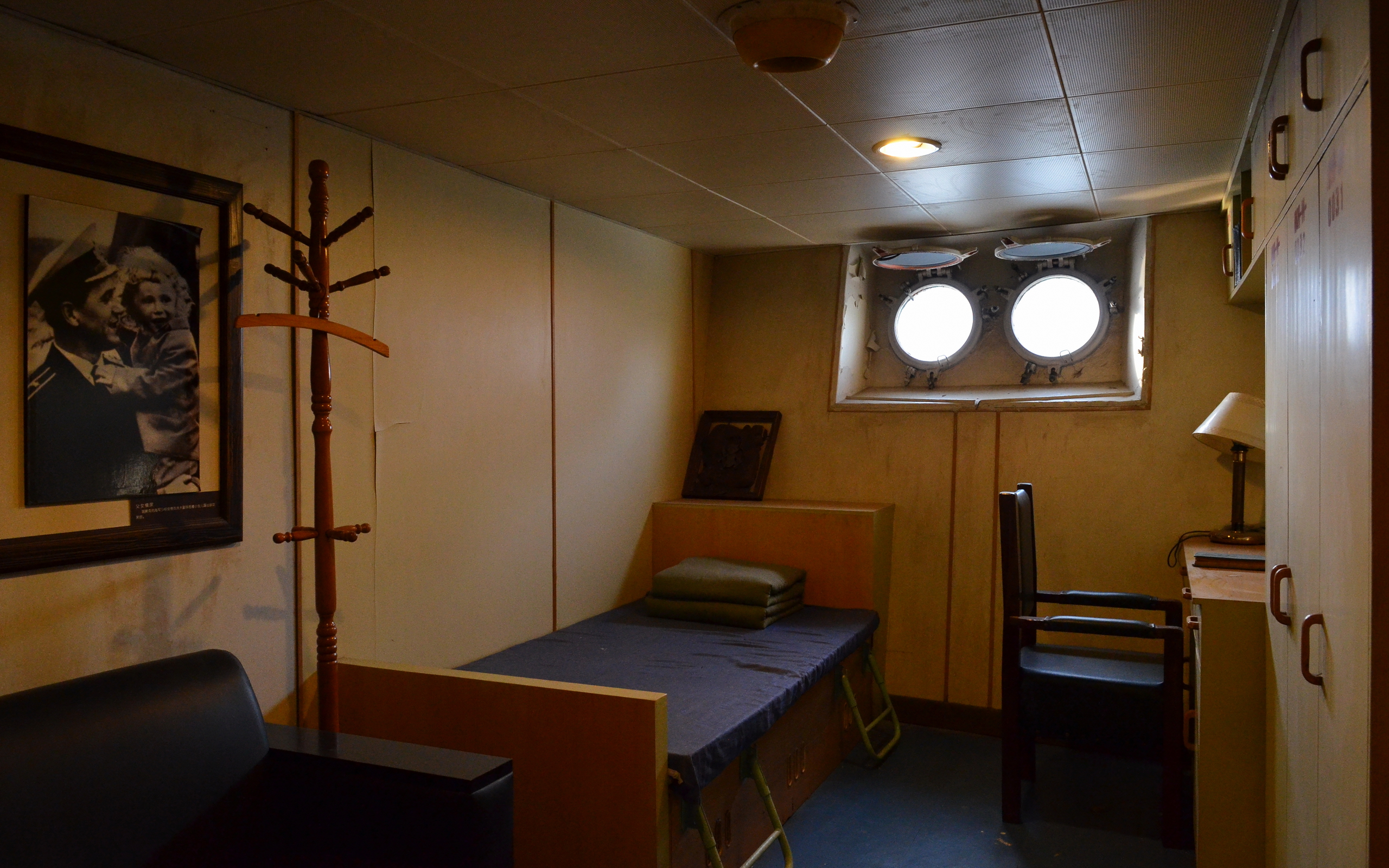
军官住舱
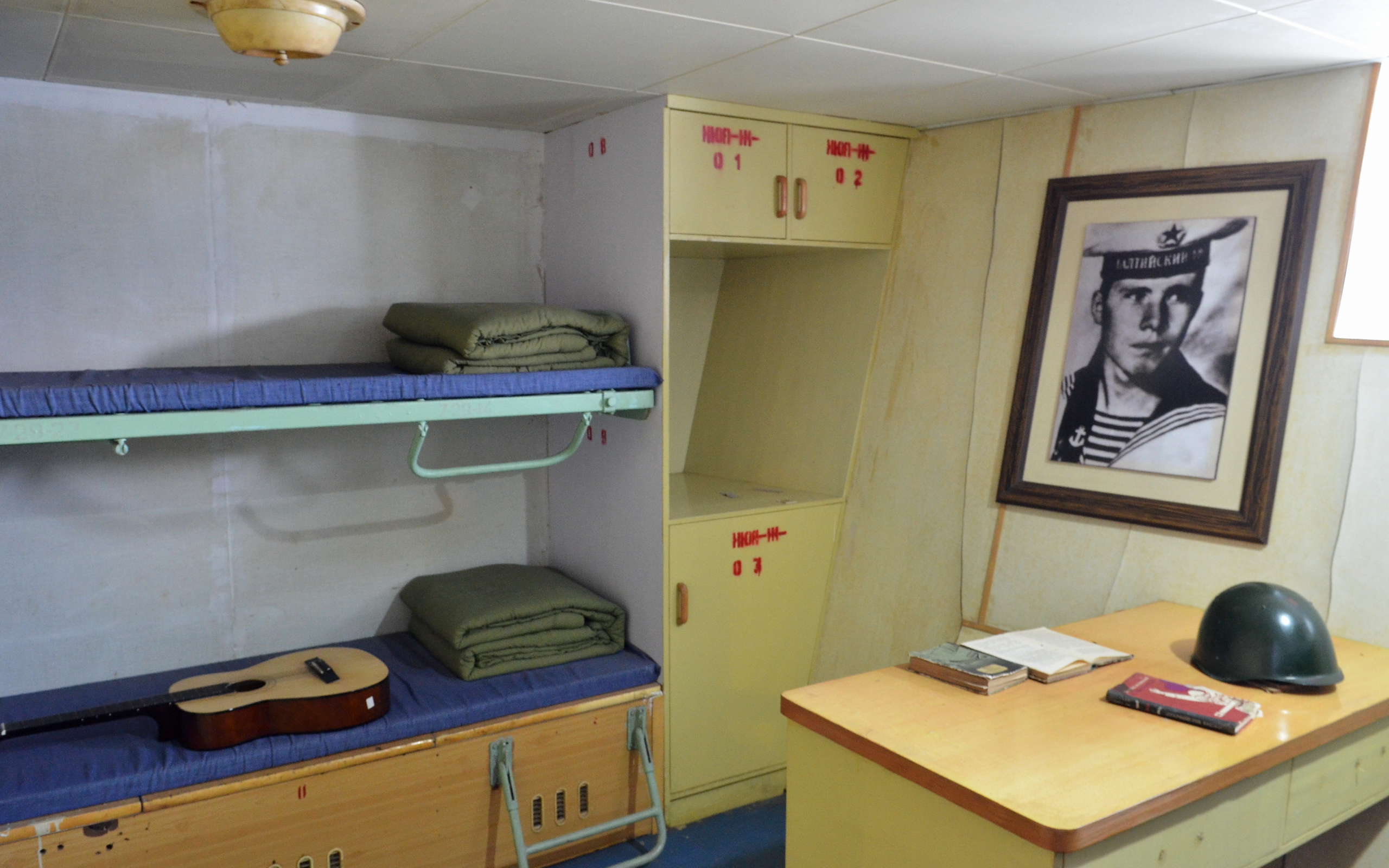
士兵住舱
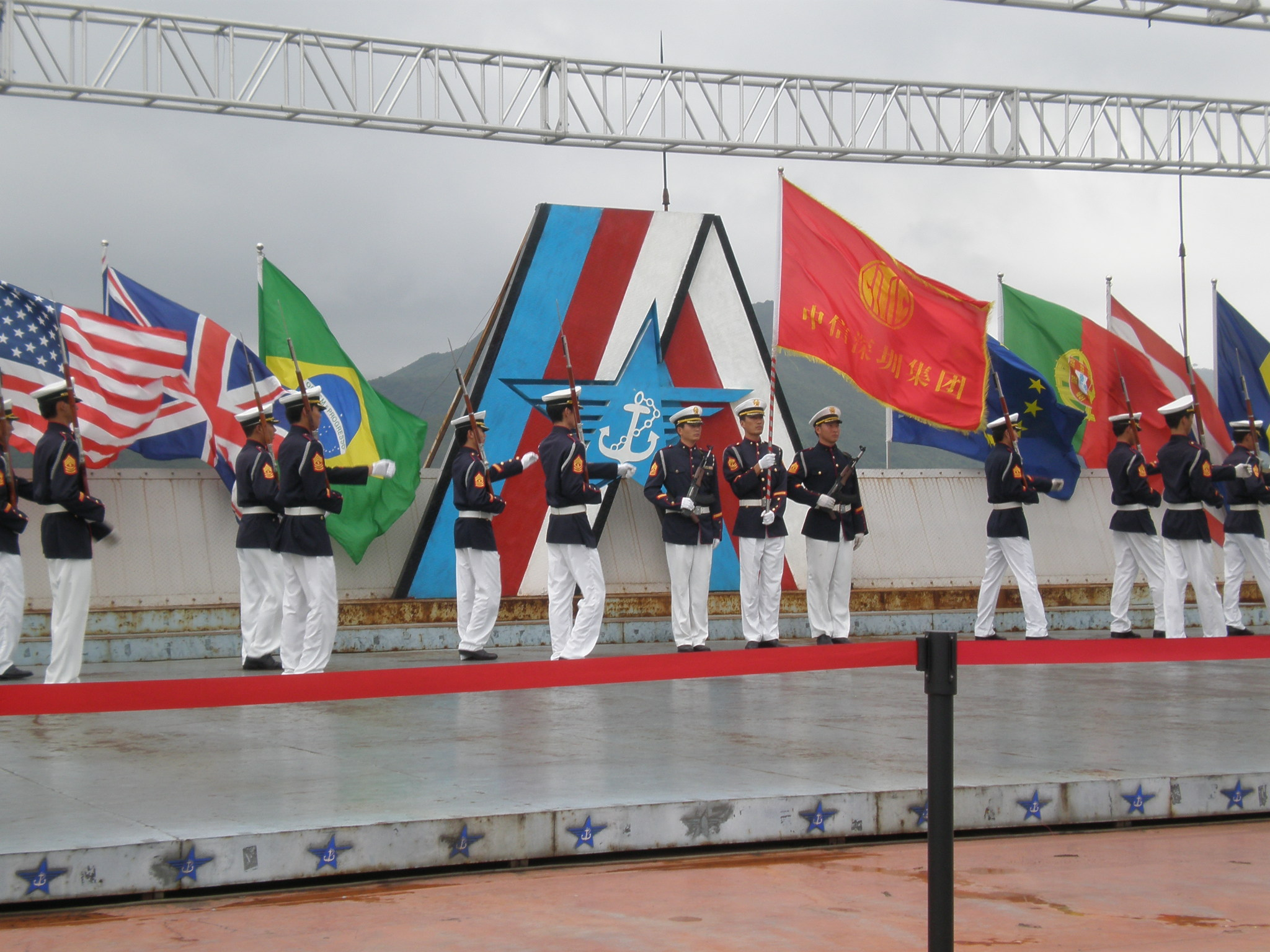
甲板表演

## 相关链结
- 关于明思克航母世界的更多照片（页面存档备份，存于）

22°33′14″N 114°14′13″E / 22.553772°N 114.237009°E